# Malá Lodina
Malá Lodina est un village de Slovaquie situé dans la région de Košice.

## Histoire
Première mention écrite du village en 1386.

## Démographie

### Évolution de la population
| Année:               | 1994. | 2004.   | 2014.   | 2024.    |
| -------------------- | ----- | ------- | ------- | -------- |
| Nombre de personnes: | 197   | 186     | 175     | 222      |
| Différence:          |       | -5,58 % | -5,91 % | +26,85 % |

| Année:               | 2023. | 2024.   |
| -------------------- | ----- | ------- |
| Nombre de personnes: | 221   | 222     |
| Différence:          |       | +0,45 % |